# 白银市连环杀人案
白银市连环杀人案，官方称甘肃内蒙古“8·05”系列强奸杀人残害女性案，是自1988年至2002年的14年间，发生于中华人民共和国甘肃省和内蒙古自治区的跨省系列强奸杀人案。此案中甘肃省白银市9名女性遭入室强奸再杀害。期间内蒙古自治区包头市昆都仑区也发生类似案件。本案造成当地女性恐慌，亦有女性认为只是都市传说，至2004年甘肃省白银市公安局出面证实案件真实存在，2016年8月，警方通过DNA排查寻找到嫌犯高承勇。高承勇供述了在白银、包头两地作案11起、杀死11人。2018年甘肃省白银市中级人民法院一审判处高承勇死刑，剥夺政治权利终身。

## 案情简介
从1988年6月份至2002年2月份，有9起杀人兼性暴力案在甘肃省白银市出现。凶手专门选择年轻女子作为下手的目标，大部分作案时间选择在白天，采用尾随、盯梢或者长期观察后，直接进入所选女子居住地，进行强奸杀害，或者杀害姦尸。凶手杀人后，都要切割受害人不同身体部位的器官或者组织带走。14年来已经有九名年轻女子被杀害，九起命案中就有两起发生在水川路这条长度仅约200米的路上。21世纪初以来，甘肃白银警方曾先后启动全城查指纹、抽血验DNA等排查案犯方式，但一直没能找到真凶，该案也成为中国数宗特大悬案之一。此案凶手高承勇直到第一起案件案发28年后才被抓获。

### 犯案时序
- 1988年5月26日下午3时许，白银公司23岁的女职工白某（人称“小白鞋”）被害于甘肃省白银市白银区永丰街177-1号家中（以下简称“88·5·26”案件）。警方勘验发现，受害人“颈部被切开，脖子几乎断掉，上衣被推至双乳之上，下身赤裸，上身共有刀伤26处”。受害者左腿内侧有一个血手印，其中右手食指的指纹很清晰，另有一处指纹在门把手处。现场显然被清理过，足迹很模糊，凶手离开得很从容[3]。
- 1994年7月27日下午2时50分，甘肃省白银市供电局19岁（据受害人嫂子回忆是18岁[4]）女临时工石某在其单身宿舍遇害（简称“94·7·27”案件）。受害人“颈部被切开，上身共有刀伤36处”。
- 1997年3月28日上午8时许，内蒙古自治区包头市女青年李某被害（简称“97·3·28”案件），受害人“仰面躺在床上，被绳索捆绑，口中被塞入扫帚，上衣未脱光，裤子被扒下，下体裸露。留下了精斑”[5]。
- 1998年1月13日下午4时许，居民发现甘肃省白银市白银区胜利街29岁的女青年杨某在家中遇害，调查证实杨某被害时间为1月13日，1月16日其遗体被发现（简称“98·1·16”案件）。受害人“颈部被切开，全身赤裸，上身共有刀伤16处，双耳及头顶部有13 × 24厘米皮肉缺失”。
- 1998年1月19日下午4时许，家住甘肃省白银市白银区水川路的27岁女青年邓某在家中遇害（简称“98·1·19”案件）。受害人“上衣被推至双乳之上，裤子被扒至膝盖处，颈部被刺割，上身共有刀伤8处，左乳头及背部 30 × 24 厘米皮肉缺失”。
- 1998年7月30日下午2时许，甘肃省白银市供电局职工曾某8岁的女儿姚某某在家中遇害（简称“98·7·30”案件）。受害人“下身赤裸，颈部系有军用皮带，阴部被撕裂并检出精子”。凶手作案后将受害人尸体藏在衣柜中，作案现场桌上放着一杯水，窗帘都被拉上了[6]。
- 1998年11月30日上午10时许，前一晚上完夜班回家的白银公司氟化盐厂女青年职工崔某某在甘肃省白银市白银区东山路59-6-4号的家中被杀害（简称“98·11·30”案件）。受害人“颈部被切开，上身有22处刀伤，下身赤裸，双乳、双手及阴部缺失”。
- 2000年11月20日上午10时许，白银棉纺厂28岁的女工罗某在家中被人杀害（简称“00·11·20”案件）。受害人“颈部被切开，裤子被扒至膝盖处，双手缺失”。
- 2001年5月22日上午9时许，甘肃省白银市白银区妇幼保健站28岁的女护士张某在甘肃省白银市白银区水川路28-1-12号的家中被害（简称“01·5·22”案件）。受害人“颈部等处有锐器伤16处，并遭强奸”。
- 2002年2月5日上午10时许，25岁的长包房客户朱某某在甘肃省白银市白银区陶乐春宾馆三楼客房中被害，2月9日其遗体被发现（简称“02·2·09”案件）。受害人“颈部被切开，上衣被推至双乳之上，下身赤裸，遭到强奸”。

## 警方调查
接连发生的杀害女性的案件引起了甘肃省白银市人民政府重视，成立了专案组。经过甘肃省白银市公安局对九起惨案的分析，并上报甘肃省公安厅、公安部物证鉴定中心进行复核、鉴定后确认，“88.5.26”、“94.7.27”、“98.7.30”、“98.11.30”、“01.5.22”案件现场所提取的各枚指纹交叉认定同一；“98.7.30”、“01.5.22”、“02.2.09”案件受害人阴道内提取的分泌物及相关精斑检材的 DNA 认定同一；“98.1.16”、“98.1.19”、“00.11.20”案件的作案手段与上述案件相同，所以，专案组经过仔细研究分析后，将以上 9 起残害女性的案件并案侦查，并定性为“性变态杀人案件”。

### 确定凶手基本特征
调查人员确定犯罪嫌疑人的基本特征：约在 1964 年至 1971 年之间出生，男性，年龄大约在 33 岁 — 40 岁之间，身高 1.68 米至 1.76 米。推测是在甘肃省白银市长期居住，有“较严重的性变态心理”或者“生理缺陷”，特别是具有“性功能间歇性障碍症”，对女性怀有仇恨心态。调查还发现，该嫌疑人在白银市区有独居条件，还与内蒙古自治区包头市有一定的联系，其性格特征基本趋向于内向、抑郁、冷漠，不善交际，孤僻不合群，做事极有耐心，并且具有非常明显的双重性人格，做事隐蔽性极强。嫌疑人作案时多选择青年女性为目标，强奸后杀害，作案时间大多选择在星期一至星期五的上班时间，作案手段多采取尾随、敲门等手段入室行凶。

### 深入调查
白银市接连发生的强奸杀害女性的案件，引起了中华人民共和国公安部及甘肃省公安厅的高度重视。该系列案被列为公安部督办案件，由有关部门组成专案组进行侦破。2004年，甘肃省白银市公安局公布了一份《白银市公安局侦破系列强奸杀人案件宣传提纲》，警方在公布案情的同时，悬赏20万元向全社会征集线索，以期早日破案。甘肃省白银市公安局为此承诺：凡是提供线索直接破案或者直接将嫌疑人扭送公安机关的，公安机关将对提供线索者一次性奖励现金20万元，并对举报人情况绝对保密。甘肃省白银市公安局于2016年4月公佈連環殺手的拼圖，决定重新調查。

### 案件告破
追凶28年，最终帮助警方抓到高承勇的关键信息，来自指纹。警方排查该案时，通过DNA-Y染色体检验并通过数据库比对，在2016年8月23日发现当地一位行贿罪在押高姓人员的DNA-Y染色体特征值与疑犯的类似，进一步复核检验确认，发现青城镇城河村高氏家族有作案嫌疑，疑犯应是与其同一家族的男性成员。随后，警方启动家系排查，利用获得的青城高氏家谱对其家族上下直系男性挨个抽血，进行筛排分析，尤其是警方已经掌握的嫌犯的大致年龄，最后确定此人的远房侄子高承勇，有时间空间和具备作案条件。2016年8月26日，52岁的犯罪嫌疑人高承勇在白银工业学校内的小卖部被抓获。经详细DNA、指纹检验，确认其为凶犯，同时高承勇初步交代了在白银、包头两地作案11起、杀死11人的犯罪事实，甘蒙“8·05”系列强奸杀人残害女性案成功告破，但他供述称，他的第一次作案，是盗窃未遂而杀人。此时距离第一起案件发生已经过去了28年。

### 凶手
高承勇生于1964年11月10日（身份证号码：620123196411100018），为甘肃省兰州市榆中县青城镇城河村人（户籍所在地），城河村实则距白银市仅36公里，距榆中县县城反而较远。育有两子，一个叫高意峰，一个叫高意伟。高承勇所在的高氏家族，是村里最兴旺的家族，曾出过不少进士和举人。高家八个孩子，五女三男，高承勇是最小的一个，有一个哥哥小时候掉进河里遇难了。高是1984届的高中生，但没考上大学，复读了一年最后还是落榜了。另有高家长辈称，高承勇曾参加飞行员选拔，但最终落选，给他了不小的打击。婚后高承勇外出打工，起初他的妻子张某在家带孩子，其间高还回家种了两三年地。后来，高家孩子去白银上中学，高妻便又去白银陪读做饭，而高则又去了包头打工。他留给老家人的印象是：孝顺。高承勇父母在上世纪八十年代先后去世，高父去世前瘫痪了好几年，高承勇在床前端屎端尿地伺候，很是孝顺。一位邻居证实了高承勇的孝顺：“尕娃子小时候可乖了，给他父亲擦屎擦尿，孝顺得不得了。”在同学邻居眼里，他沉默内向，却有一个和他性格不太相符的爱好：跳舞。2015年，高承勇来到了白银一所封闭式管理的中专学校——白银工业学校，和妻子共同打理校内的小卖部，深居简出。在他被抓获的小卖部附近的理发店老板眼里，他显得“文文静静的，像个学校的老师”。另有附近商贩称高某“个子约1.77米左右、背有点驼、肤色较黑、平时话较少、双手有些哆嗦”。2016年8月26日上午十点左右，白银警方造访了白银工业学校。学校门口的一名保安回忆，警车停在门口后，下来人问他：学校内部是不是有个商店？保安告诉警察，学校东边有一个商店。警察进去了。约半个小时后，校内一名施工人员看到，两个身着便衣的人架着高承勇离开，“还以为他得了什么病。”
高承勇持续作案那十几年，他就居住在老家，每次作案，就从榆中县到白银市区，作完案，回家继续生活。尽管所有白银市区男性户籍居民，也都曾被录入指纹、抽血验DNA，警方试图通过这种方法排查案犯，但最终查无此人。如今他们才知道问题出在哪里——高承勇户籍所在的兰州农村，因为排查困难，当时并没有录入指纹。因为害怕，高承勇之前也刻意避开了所有的指纹采集。
高承勇辩护律师、甘肃仁泽律师事务所律师朱爱军在接受媒体采访时表示，2016年9月，他曾在看守所内与高承勇有过一次深谈。坐在他对面的高承勇，俨然是个老人了，头发灰白，衣服破了口子，但语气如往日般平静。他认罪，但無悔意。只有在提起供电局被杀的8岁小女孩时，他的表情和语气有起伏，说他认为自己是个恶人，比较疯狂。这是他唯一一次对自己做出评价。做完这起案件他感觉渴得厉害，喝了一整杯的水。其他的案子都没有。所有的案子里头，这起案件是他回忆起来最有所触动的。因为无法承担民事赔偿，他提出捐献器官。

## 起诉与审判
2017年4月24日，甘肃省白银市检察院发布消息称，将在近期以故意杀人罪、强奸罪、抢劫罪及侮辱尸体罪对被告人高承勇提起公诉。
2017年7月18日，甘肃省白银市中级人民法院对高承勇进行不公开开庭审理，高承勇对自己的犯罪行为供认不讳。
2018年3月30日，甘肃省白银市中级人民法院一审公开宣判，认定被告人高承勇犯抢劫罪，判处死刑，剥夺政治权利终身，并处没收个人全部财产；犯故意杀人罪，判处死刑，剥夺政治权利终身；犯强奸罪，判处有期徒刑十年，剥夺政治权利三年；犯侮辱尸体罪，判处有期徒刑三年，决定执行死刑，剥夺政治权利终身，并处没收个人全部财产。高承勇当庭表示服从判决不上诉。
2019年1月3日，经中华人民共和国最高人民法院核准，高承勇在甘肃省白银市被执行死刑，终年54岁。

## 社会影响

### 坊间传言
在2004年之前，白银连环杀人事件更像是流传在坊间的都市传说。2004年，基于传言众多、社会影响大，甘肃省白银市公安局公布了一份《甘肃省白银市公安局侦破系列强奸杀人案件宣传提纲》，证实了“白银市连环杀人案”不是社会传言，然而此时距离第一名受害者遇害已经过去整整16年。

### 对警方办案能力的质疑
不少遇害者家属和对案情有所了解的人士认为警方失职是导致该案遇害人数众多且多年未能侦破的原因。第一位遇害者白某的同事刘淑敏回忆说，白某遇害后，警察连夜从近百公里外的兰州拉来警犬，侦查现场。“但是警犬好像没有起到太多的作用。因为它晕车，下车后根本闻不出来。”白某遇害的时间是下午5时许，凶手是盯准目标尾随溜门进入了她的家中。 那个时候，白某的哥哥也在家，但由于凶手把“小白鞋”屋里的收录机开得特别大声。这样，“就算是她曾发出过求救，外面也没法听见。”因此她在遇害5个小时后才被发现。
2016年3月，公安部刑偵局展開對此案新一輪的調查後，第六位遇害者崔某某的弟弟崔向平在接受媒体采访时说“我们家还给北京写过信，请求破案，但杳无音讯。每过几天去公安局问一次，总是答复案子没进展，说牵扯的人太多。”崔向平告诉记者，这十八九年来没听到过一点有关案件侦破的好消息。“去年省公安厅换了厅长，提出要破掉这个积案，分局一位刑警大队长叫去我，给我看嫌疑人画像，我才知道这个杀人魔鬼原来是有过目击者的。不过，直到现在，也没听说把他抓住。”崔向平认为，嫌疑人画像早年就应该向社会公布，以帮助缉凶。
白银棉纺厂原保卫科长董战胜认为，凶手作案不是一起两起，达到了九起之多，在作案现场留下的痕迹包括足印、指纹、精液、DNA等，应有尽有，却仍然抓不住，是非常不应该的。警方及早向社会公布案情，有助于市民提供自己知道的蛛丝马迹；即便是破不了案，让大家提高对陌生人的防范，不让随便进家门，也是好的。可连这个也没有做到。“如果早做提醒，不会有后来这么多人遇害。”他还说当年棉纺厂女工罗某遇害后，自己非常希望此案能够破获，但可惜从没听到过警方有任何进展。
2011年，网络曾流传一封参与侦办该案的一位民警写给凶手的公开信，信中称，“我始终没能抓住你，对于晚辈和被害者遗族来说，是一生的罪人。”
警方的束手无策让民众在互联网上有了支招破案的愿望。重庆西南政法大学应用法学院学生专门组织了对此案的网络讨论，果壳网、果壳谋杀现场法医小组等均对此案有深入讨论，其中最为火热的是天涯杂谈上一篇题为《白银连环杀人案最新线索汇总：一定可以破案》的帖子，2013年2月开帖，到2016年8月破案時，已盖了64774楼，点击量超过583万。一些疑似参与了办案的刑警，也参与了网络讨论，并上传了部分案发现场照片等案件资料。

## 遇害者家属後續
遇害者亲属里面，已经有一家绝户，而另有一家也只剩下了一个人。遇害者崔某某的弟弟在姐姐遇害时还是个16岁的高中生，2017年高承勇被审判时已是35岁的成年人。他的父亲在女儿遇害后郁郁寡欢，三年多以后就因病去世了，时年才51岁；母亲天天以泪洗面，生活不能自理，直到次年夏天才能下床。其弟弟甚至烧掉了姐姐的所有照片，以避免勾起母亲的伤心回忆。但崔某某的母亲说，她仍然希望能活到真凶落网那一天。